# وادي أبو جلود
وادي أبو جلود أحد وديان العراق يقع في بادية السلمان في شمال محافظة المثنى جنوب العراق.

## نبذة
يمتد حوض الوادي في شمال غرب المنطقة ضمن بادية السلمان بين حوضي وادي أبو شنين شرقاً وادي الثماد غرباً وينبع ويجري في داخل منطقة الدراسة، تبلغ مساحته بحدود(123,3) كم2وطوله (12) كم ومعدل انحداره (1,02) م/كم، اعلى نقطة في الحوض عند منبعه (60) م وادنى نقطه عند نهايته (25) م فوق مستوى سطح البحر.